# Buchón moroncelo
El buchón moroncelo es una raza de palomo española, originaria del municipio andaluz de Morón de la Frontera, en la provincia de Sevilla. Para su creación se usaron ejemplares de "palomo de celo" (una raza local desconocida en la actualidad), de buchón valenciano antiguo, de buchón colillano fuertemente influido por el buchón quebrado murciano, de palomo laudino y de un tipo de palomo indeterminado procedente de Alicante y muy parecido al buchón morrillero. Una de sus principales características es que tiene carúnculas nasales. Los colombófilos lo consideran un animal de compañía, de exposición y para concursos de vuelo.